# Independencia de Azerbaiyán
Azerbaiyán logró la independencia en un principio de la República Rusa (sucesora del Imperio Ruso) el 28 de mayo de 1918 proclamando la República Democrática de Azerbaiyán, que duró solo 23 meses. Posteriormente, durante la disolución de la Unión Soviética, Azerbaiyán se independizó de la URSS el 18 de octubre de 1991 con la aprobación del Acto de la independencia de la República de Azerbaiyán, haciéndose efectiva en diciembre de 1991.

## Historia

### República Democrática de Azerbaiyán
Después de la revolución de febrero de 1917, en el septiembre el Gobierno provisional proclamó Rusia como una república, pero el 25 de octubre el gobierno fue derrocado. El 28 de noviembre en Tiflis fue establecido el Comisariado Transcaucásico. En enero de 1918 la autoridad zarista decidió establecer Sejm (Asamblea) Transcaucásico y transmitirlo el poder local. El Sejm comenzó a trabakar en el febrero y desempeñaba el papel del órgano legislativo del comisariado. Sejm formó un gobierno transcaucásico y se presentó por tres partidos ptincipales: facción azerbaiyana del partido “Musavat”, mencheviques georgianos y el partido armenio “Dashnaktcutiun”
En el marzo de 1918 la situación en Transcaucásia se agravó debido a los acontecimientos de marzo en Bakú. El 7 de abril la facción musulmana anunció, que se retiraba del gobierno trancaucásico. El 22 de abril fue decidido establecer la República Democrática Federativa Transcaucásica con la capital en Tiflis.
El 26 de mayo se celebró la reunión de Sejm, en la que Georgia declaró sobre su salida y Sejm sobre su disolución. El 27 de mayo la facción musulmana se celebró la reunión sobre la situación. Fue decidido establecer el Junto Nacional Provisional de Azerbaiyán encabezada por Mammad Amin Rasulzadeh. Eso ha sido la base de la república futura. Fatali Khan Khoiski fue elegido como el presidente de Comité Ejecutivo. El 28 de mayo los miembros de Junto Nacional celebraron la reunión, en la que se discutieron la situación corriente, disolución de Sejm, proclamación de la independencia de Georgia, etc. Fue adoptada la declaración de Independencia y así fue proclamada la República Democrática de Azerbaiyán.

#### Gabinetes del gobierno
Después de la aprobación de la declaración de la Independencia, Fatali khan formó el primer gabinete del gobierno, que ejerció sus finciones hasta la reubicación de la capital. El 16 de junio la Junta y el Gobierno trasladaron a Ganya y primer Gabinete dimitió. El 17 de junio fue formado segundo Gabinete. El 15 de septiembre Bakú fue liberado y el Gobierno fue trasladado a Bakú. El 6 de octubre en el segundo Gabinete del Gobierno se realizaron los cambios.  El 7 de diciembre se celebró la primera sesión del Parlamento de la República Democrática de Azerbaiyán, como el presidente del Parlamento fue elegido Ali Mardan bek Topchibashov. En la reunión fue aprobada la dimisión de segundo gabinete del Gobierno. El 26 de diciembre, en la sesión ordinaria del Parlamento, Fatali Khan Khoiski presentó el tercer Gabinete del Gobierno de la República, que el 25 de febrero de 1919 dimitió. Pero hasta la formación del Gobierno nuevo, segundo ejerció sus funciones. Se encomendó a Nasib bek Usubbekov la tarea de formar de cuarto Gabinete gubernamental. El 14 de abril fue aprobada la composición nueva del Gabinete. El quinto Gabinete fue formado el 22 de diciembre de 1919 y duró hasta el 20 de marzo de 1920. En el marzo de 1920 la situación en la región fue particularmente grave. La formación de nueve gobierno fue encomendado a Mamedhasan Qadjinski, pero no se haya podido lograr ningún resultado. 
| Primer Gabinete (desde el 28 de mayo de 1918 hasta el 17 de junio de 1918) | Segundo Gabinete (desde el 17 de junio de 1918 hasta el 7 de diciembre de 1918; el 6 de octubre la composición fue cambiada) | Tercer Gabinete (desde el 26 de diciembre de 1918 hasta el 14 de marzo de 1919) | Cuarto Gabinete (desde el 14 de marzo de 1919 hasta el 22 de diciembre de 1919) | Quinto Gabinete (desde el 24 de diciembre de 1919 hasta el 20 de marzo de 1920) |
| Fatali Khan Khoiski                                                        | Fatali Khan Khoiski | Fatali Khan Khoiski                                                             | Nasib bek Usubbekov                                                             | Nasib bek Usubbekov                                                             |

#### «Ruptura»
Al principio de 1920 la situación política en la región fue inestable. Uno de los  factores fue la falta del gobierno sostenible. Otor factor fue la reanudación del conflicto armenio – azerbaiyano. La situación en Karabaj obligó a Azerbaiyán trasladar la mayoría de las armas y equipo militar en ese territorio. Aprovechando esta circunstancia, el 27 de abril XI Ejército Rojo cruzó la frontera norte azerbaiyano sin resistencia y el 28 de abril entró en Bakú. Se ponga fin a la República Democrática de Azerbaiyán y fue establecida la autoridad soviética.
En el diciembre de 1922 fue creada la República Socialista Federativa Soviética de Transcaucasia, compuesto por Azerbaiyán, Armenia y Georgia. En 1938 República Socialista Federativa Soviética de Transcaucasia fue eliminada y Azerbaiyán entró en la URSS.

#### Fechas importantes de RDA
- el 21 de junio de 1918 – aprobación de la bandera estatal
- el 26 de junio de 1918 – creación del Ejército Nacional de Azerbaiyán[5]
- el 27 de junio de 1918– declaración sobre el idioma estatal
- el 7 de noviembre de 1918– creación del Ministerio Militar
- el 9 de noviembre de 1918– aprobación de la bandera estatal nueva
- el 19 de noviembre de 1918 – aprobación de la ley sobre la creación del Parlamento
- el 7 de diciembre de 1918– creación del Parlamento[6]
- el 11 de agosto de 1919 – aprobación de la ley sobre la ciudadanía azerbaiyana
- el 28 de agosto de 1919– aprobación de la ley sobre el Banco Estatal
- el 1 de septiembre de 1919 – creación de la Universidad estatal de Bakú
- el 30 de septiembre de 1919– inauguración del Banco Estatal
- el 11 de enero de 1920 – aprobación de la decisión sobre reconocimiento de facto de la independencia de Azerbaiyán por Consejo Superior de la Conferencia de paz de París

### República de Azerbaiyán
En los años de “perestroika” de la URSS se crearon las condiciones favorables para recuperar la independencia perdida hacía 70 años. El 30 de agosto de 1991 el Consejo Supremo de Azerbaiyán aprobó la declaración “Sobre la recuperación de la independencia de Azerbaiyán”.  
El 18 de octubre  fue aprobado el acto “Sobre la independencia estatal de la República de Azerbaiyán ”. El primer presidente electo de la República de Azerbaiyán fue Ayaz Mutalibov, que dimitió el 6 de marzo de 1992. Hasta la celebración de las nuevas elecciones, actuaron  como Presidente interino Yaqub Mamedov y Isa Qambar. El 7 de junio de 1992 se celebraron las elecciones presidenciales, de las que salió ganador Abulfaz Elchibey.  
Un año después, el 4 de junio de 1993, en Ganyá se desató una protesta contra el presidente, encabezado por el coronel Suret Huseinov. El gobierno no podía aplastar el levantamiento y de Najichevan fue invitado el presidente del Consejo Supremo de la República Autónoma de Najichevan Heydar Aliyev. El 10 de junio el presidente de Milli Majlis Isa Gambar dimitió y el 15 de junio Heydar Aliyev fue elegido como el presidente de Majlis de Azerbaiyán. El Presidente de la República Abulfaz Elchibey también dimitió. Al final de junio comenzaron las conversaciones entre Heydar Aliyev y Suret Huseinov. Poco después los rebeldes se replegaron.
En el octubre de 1993 según los resultados de votación Heydar Aliyev fue elegido como el presidente. Suret Huseynov fue nombrado el primer ministro. En el octubre de 1994 la situación en el país fue empeorado y en Ganyá se desató una crisis política. El 7 de octubre Milli Majlis aceptó la dimisión de Suret Huseinov, que fue acusado de la organización de revuelta. 
En el mayo de 1994 entre Azerbaiyán y Armenia fue firmado un acuerdo sobre la cesación del fuego. 
El 12 de noviembre de 1995 fue aprobada la Constitución de la República de Azerbaiyán, que tiene primacía legal.

#### Símbolos de la República
1. El 5 de febrero de 1991 el Consejo Supremo de Azerbaiyán aprobó la decisión sobre reconocimiento de la bandera de la República Democrática de Azerbaiyán, que fue adoptada el 9 de noviembre de 1918 ha sido la bandera estatal de la República de Azerbaiyán.[9]
2. El 27 de mayo de 1992 la marcha de Azerbaiyán, creado en 1918 y no adoptado como el himno oficial de la República Democrática de Azerbaiyán fue aprobada como el himno estatal de la República de Azerbaiyán.
3. El 19 de enero de 1993 el escudo, que no había declarado como oficial en la República Democrática de Azerbaiyán, con modificaciones pequeñas fue aprobado como emblema nacional de la República de Azerbaiyán.

## Conmemoraciones
- el 28 de mayo – Día de la República[10]
- el 15 de junio – Día de Salvación nacional[11][12]
- el 26 de junio – Día de las Fuerzas Armadas[13]
- el 18 de octubre – Día de la Independencia[14]
- el 9 de noviembre – Día de la Bandera[15]
- el 12 de noviembre – Día de la Constitución[16]